# Glaciar de Rongbuk
O Glaciar de Rongbuk está localizado nos Himalaias ao sul do Tibete. Este glaciar é alimentado por dois grandes glaciares afluentes, os glaciares Rongbuk Oriental e Ocidental. O glaciar Rongbuk flui para norte e forma o vale Rongbuk no norte do Monte Everest. O famoso Mosteiro de Rongbuk está localizado na extremidade do vale Rongbuk. 

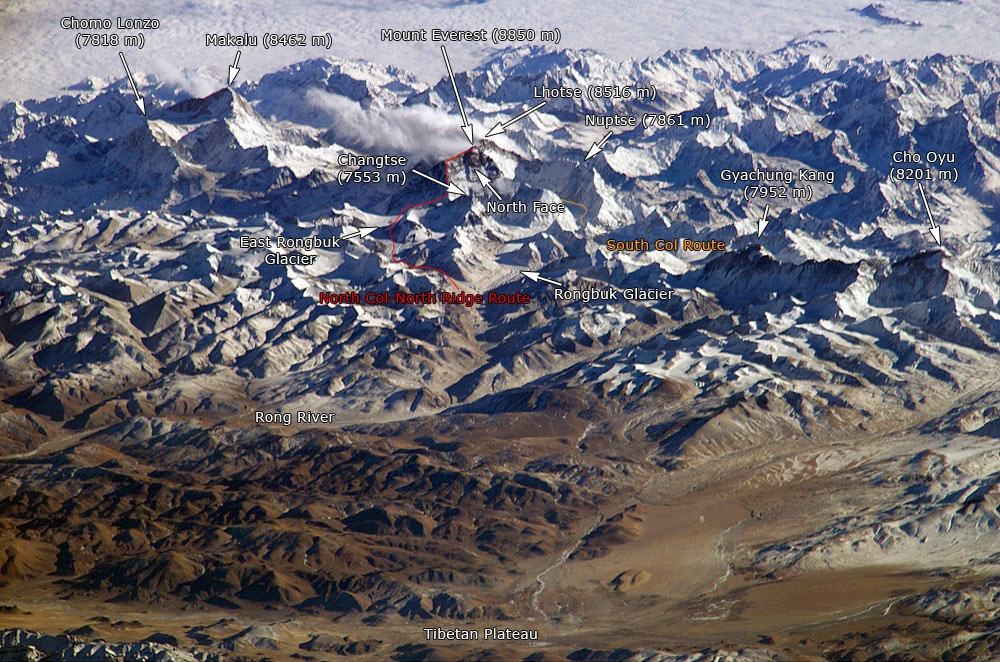
O Glaciar Rongbuk e o Monte Everest visto da Estação Espacial Internacional.